# Lockheed Hudson
El Lockheed Hudson fue un avión de reconocimiento costero y bombardero ligero estadounidense, construido inicialmente para la Real Fuerza Aérea británica poco antes del comienzo de la Segunda Guerra Mundial, y operado principalmente por la RAF a partir de entonces. El Hudson fue el primer contrato significativo de construcción de aviones para la Lockheed Arcraft Corporation, ya que la orden inicial de la RAF de 200 ejemplares superaba de lejos cualquier orden previa que la compañía hubiera recibido. El Hudson sirvió durante toda la guerra, principalmente con el Mando Costero, pero también realizando tareas de entrenamiento y transporte, así como de infiltración de agentes en la Francia ocupada. También fueron usados en los escuadrones antisubmarinos de la Real Fuerza Aérea Canadiense y por la Real Fuerza Aérea Australiana.

## Diseño y desarrollo

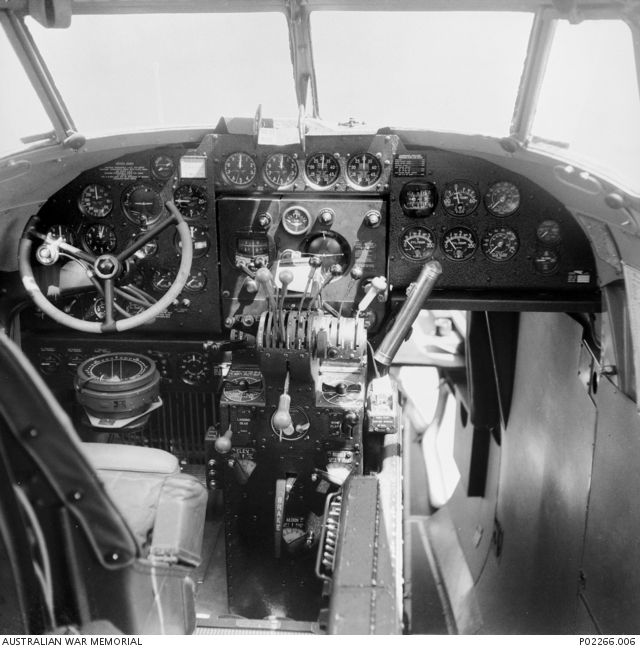
Cabina del Lockheed Hudson.

A finales de 1937, Lockheed envió un corte esquemático del Model 14 a varias publicaciones, mostrando el nuevo avión como un modelo civil convertido en un bombardero ligero. Esto atrajo el interés de varias fuerzas aéreas, y en 1938 la British Purchasing Comission vio en él un avión de patrulla marítima estadounidense para el Reino Unido que apoyara al Avro Anson. El 10 de diciembre de 1938, Lockheed mostró una versión modificada del avión de línea Lockheed Model 14 Super Electra, que rápidamente entró en producción como Hudson Mk.I.
Fueron suministrados un total de 350 Hudson Mk.I y 20 Mk.II (el Mk.II tenía hélices diferentes). Tenían dos ametralladoras Browning fijas en el morro y 2 más en una torreta dorsal Boulton Paul. El Hudson Mk.III añadía una ametralladora ventral y 2 laterales, y reemplazaba los motores radiales de 9 cilindros Wright Cyclone de 1100 hp por versiones de 1200 hp (428 producidos).
El Hudson Mk.V (309 producidos) y el Mk.VI (450 producidos) estaban propulsados por el motor radial de 14 cilindros en dos filas Pratt & Whitney R-1830 Twin Wasp de 1200 hp. La RAF también obtuvo 380 Mk.IIIA y 30 Mk.IV bajo el programa de Préstamo y Arriendo.

## Historia operacional

### Segunda Guerra Mundial
En febrero de 1939, los Hudson de la RAF comenzaron a ser entregados, equipando inicialmente al Escuadrón n.º 224 con base en RAF Leuchars, Escocia, en mayo de 1939. En el comienzo de la guerra en septiembre, 78 Hudson estaban en servicio. Debido a la neutralidad de los Estados Unidos en esa época, los primeros aviones de serie fueron volados a la frontera canadiense, aterrizados y luego remolcados sobre sus ruedas hasta la frontera con Canadá por equipos de tractores o caballos, antes de ser volados a aeropuertos de la Real Fuerza Aérea Canadiense (RCAF) donde eran desmantelados o “envueltos” para el transporte como carga por barco hasta Liverpool. Los Hudson fueron suministrados sin la torreta dorsal Boulton Paul, que era instalada a su llegada al Reino Unido.
Aunque más tarde superado por bombarderos mayores, el Hudson consiguió algunas hazañas significativas durante la primera mitad de la guerra. El 8 de octubre de 1939, sobre Jutlandia, un Hudson se convirtió en el primer avión aliado, operando desde las islas británicas, en derribar un avión enemigo porque las anteriores victorias por un Fairey Battle el 20 de septiembre de 1939 sobre Aquisgrán y por un Blackburn Skua de la Fleet Air Arm el 26 de septiembre de 1939, se habían conseguido por aviones basados en Francia o en portaaviones. Los Hudson también proporcionaron cobertura aérea durante la Batalla de Dunkerque.
El 27 de agosto de 1941, un Hudson del Escuadrón n.º 269 de la RAF, operando desde Kaldaðarnes, Islandia, atacó y dañó al submarino alemán U-570, provocando que la tripulación del submarino desplegara una bandera blanca y se rindiera, y así el avión consiguió la poco usual distinción de capturar un buque. Los alemanes fueron tomados prisioneros y el submarino fue remolcado cuando los barcos de la Real Marina británica llegaron al lugar. Un PBO-1 Hudson del escuadrón VP-82 de la Armada de los Estados Unidos se convirtió en el primer avión estadounidense en destruir un submarino alemán, cuando hundió al U-656 al suroeste de la Isla de Terranova el 1 de marzo de 1942. El U-701 fue destruido el 7 de julio de 1942 mientras navegaba en superficie frente a Cabo Hatteras por un Hudson del 396th Bombardment Squadron (Medium) de las Fuerzas Aéreas del Ejército de los Estados Unidos. Un Hudson del No. 113 Squadron RCAF se convirtió en el primer avión del Mando Aéreo Oriental de la RCAF en hundir un submarino, cuando el Hudson 625 hundió al U-754 el 31 de julio de 1942.
Un Hudson de la Real Fuerza Aérea Australiana estuvo envuelto en el desastre aéreo de Canberra de 1940, en el que murieron tres ministros del Gobierno australiano.
En 1941, las USAAF comenzaron operar con el Hudson; la variante propulsada por motores Twin Wasp fue designada A-28, con 82 unidades adquiridas, y la variante propulsada por motores Cyclone fue designada A-29, con 418 unidades adquiridas. La Armada estadounidense operó 20 A-29, redesignados PBO-1. Otros 300 fueron construidos como entrenadores de tripulaciones, designados AT-18.
Tras los ataques japoneses a Malasia, los Hudson del Escuadrón n.º 1 de la RAAF se convirtieron en los primeros aviones aliados en realizar un ataque en la Guerra del Pacífico, hundiendo un barco de transporte japonés, el Awazisan Maru, frente a las costas de Kota Bharu a las 01:18h local, una hora antes el ataque a Pearl Harbor.
Sus oponentes encontraron que el Hudson tenía una excepcional maniobrabilidad para ser un avión bimotor; era notable en sus giros cerrados conseguidos si cualquier motor se ponía brevemente en bandera.
- El mayor as japonés de la guerra, Saburō Sakai, alabó las capacidades y habilidades en combate de la tripulación de un Hudson de la RAAF derribado en acción sobre Nueva Guinea, tras ser interceptado por nueve maniobrables Mitsubishi A6M el 22 de julio de 1942.[12][13] La tripulación, comandada por el Oficial Piloto Warren Cowan, en el Hudson Mk IIIA  con matrícula A16–201 (bu. no. 41-36979) del Escuadrón n.º 32 de la RAAF, fue interceptada sobre Buna por nueve Zero del Tainan Kaigun Kōkūtai liderados por Sakai. La tripulación del Hudson realizó múltiples giros repentinos y agresivos, manteniendo un combate cerrado con los pilotos japoneses durante más de 10 minutos. Solo cuando Sakai consiguió alcanzar la torreta dorsal trasera, el Hudson pudo ser derribado. Su tripulación causó tanta impresión en Sakai, que tras el final de la guerra, intentó identificarlos. En 1997, Sakai escribió formalmente al Gobierno australiano, recomendando que Cowan fuera "condecorado póstumamente con la mayor condecoración militar de su país".[12]

- El 23 de noviembre de 1942, la tripulación de un Hudson Mk IIIA, con matrícula NZ2049[14] (41-46465) del Escuadrón n.º 3 de RNZAF, tras descubrir un convoy enemigo cerca de Vella Lavella, fue interceptado por tres hidroaviones de caza japoneses. Después de realizar hábiles maniobras evasivas a una altitud de menos de 15 metros, llevadas a cabo por el capitán del Hudson, Oficial de Vuelo George Gudsell,[15] la tripulación volvió sin bajas a Henderson Field, Guadalcanal,

Los Hudson también fueron operados por Escuadrones de Tareas Especiales de la RAF en operaciones clandestinas; el Escuadrón n.º 161 de la RAF en Europa y el Escuadrón n.º 357 de la RAF en Birmania.

### Posguerra

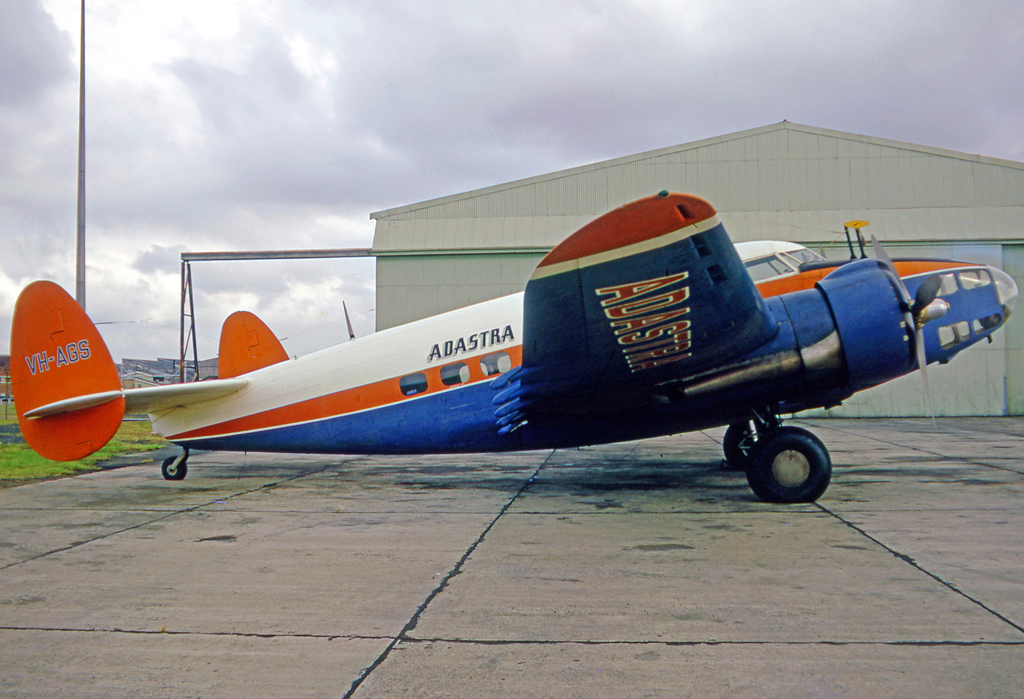
Hudson III, ex RAAF, operado por Adastra Aerial Surveys, 1953–1972.

En la posguerra, cantidades de Hudson fueron vendidas por los militares para realizar operaciones civiles como aviones de línea y de búsqueda. En Australia, la East West Airlines de Tanworth, Nueva Gales del Sur (NSW), operó 4 Hudson en servicios regulares desde Tanworth a muchas ciudades en Nueva Gales del Sur y Queensland entre 1950 y 1955. Adastra Aerial Surveys, basada en el Aeropuerto Mascot de Sídney, operó siete L-414 entre 1950 y 1972 en vuelos de aerotaxi, búsqueda y fotográficos.
Se construyeron un total de 2941 Hudson.
El modelo formó la base para el desarrollo del Lockheed Ventura, resultando ambos retirados del servicio de primera línea a partir de 1944, aunque muchos sobrevivieron a la guerra y fueron usados como transportes civiles, principalmente en Australia, y un único ejemplar fue usado brevemente como entrenador de tripulaciones de aviones de línea en Nueva Zelanda. 

## Variantes

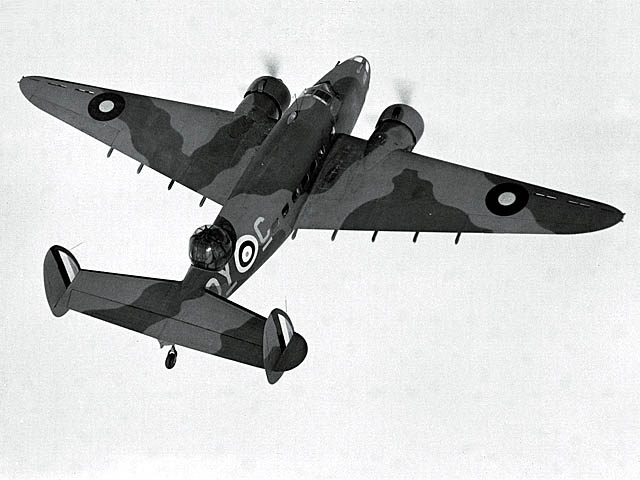
Un Hudson I del 11 Squadron, RCAF.

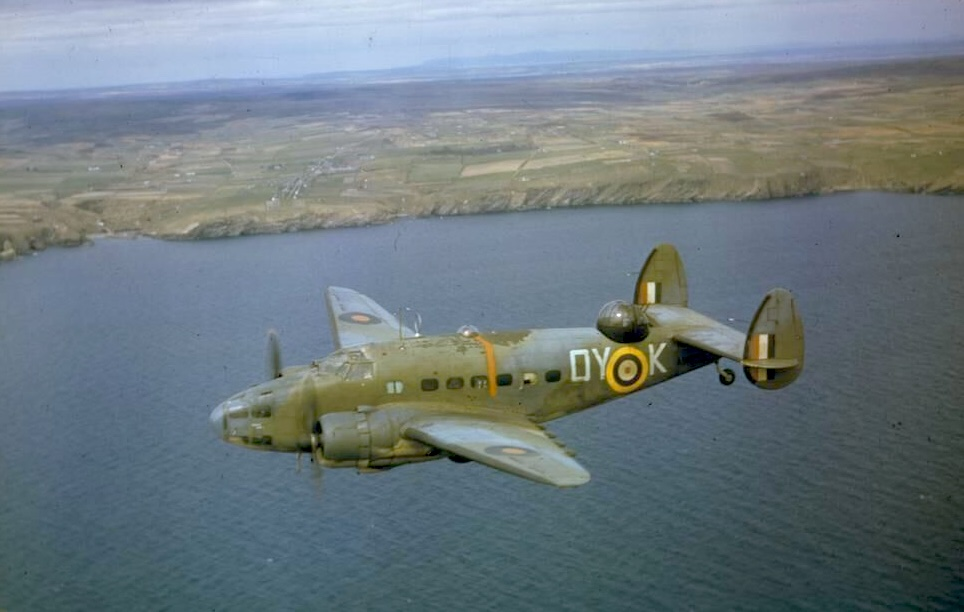
Un Hudson Mk.V del No. 48 Squadron RAF, a principios de 1942.

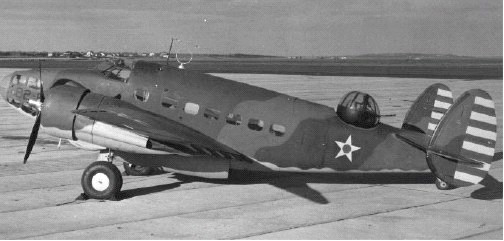
Un PBO-1 de la Armada estadounidense del VP-82 en Argentia, 1942.

Model 414
Designación de la compañía para las variantes militares A-28/A-29 y Hudson.
Hudson I
Aviones de serie para la Real Fuerza Aérea británica (RAF); 351 construidos y 50 para la Real Fuerza Aérea Australiana (RAAF).
Hudson II
Como el Mk.I, pero con hélices de velocidad constante sin cazoleta del buje; 20 construidos para la RAF y 50 para la RAAF.
Hudson III
Aviones de serie con puesto de tiro ventral retráctil; 428 construidos.
Hudson IIIA
Variantes de Préstamo y Arriendo de los aviones A-29 y A-29A; 800 construidos.
Hudson IV
Como el Mk.II con la ametralladora ventral desmontada; 30 construidos, y los Mk.I y Mk.II de la RAAF convertidos a este estándar.
Hudson IVA
52 A-28 entregados a la RAAF.
Hudson V
Mk.III con dos motores Pratt & Whitney R-1830-S3C4-G Twin Wasp de 890 kW (1200 hp); 409 construidos.
Hudson VI
A-28 bajo Préstamo y Arriendo; 450 construidos.
A-28
Designación militar estadounidense, propulsada por motores Pratt & Whitney R-1830-45 de 780 kW (1050 hp); 52 en Préstamo y Arriendo para Australia como Hudson IVA.
A-28A
Designación militar estadounidense, propulsada por dos motores Pratt & Whitney R-1830-67 de 890 kW (1200 hp); los interiores eran convertibles a transporte de tropas; 450 bajo Préstamo y Arriendo para la RAF/RCAF/RNZAF como Hudson VI; 27 unidades pasaron a la Fuerza Aérea Brasileña.
A-29
Designación militar estadounidense, propulsada por motores Wright R-1820-87 de 890 kW (1200 hp); versión de Préstamo y Arriendo destinada a la RAF, 153 desviados a las Fuerzas Aéreas del Ejército de los Estados Unidos (USAAF) como RA-29 y 20 a la Armada estadounidense (USN) como PBO-1.
A-29A
Como el A-29, pero con interiores convertibles para transporte de tropas; 384 en Préstamo y Arriendo para la RAF/RAAF/RCAF/RNZAF y la Fuerza Aérea China como Hudson IIIA, algunos fueron retenidos por las USAAF como RA-29A.
A-29B
24 de 253 A-29 retenidos por las USAAF, convertidos para búsqueda fotográfica.
AT-18
Versión de entrenamiento de artilleros del A-29, propulsado por dos motores Wright R-1820-87, 217 construidos.
AT-18A
Versión de entrenamiento de navegantes con la torreta dorsal desmontada, 83 construidos.
C-63
Designación provisional, cambiada a A-29A.
PBO-1
20 Hudson IIIA, anteriormente de la RAF, recuperados para su uso por el Patrol Squadron 82 (VP-82) de la Armada estadounidense.

## Operadores

### Militares
Australia
- Real Fuerza Aérea Australiana

 Brasil
- Fuerza Aérea Brasileña

 Canadá
- Real Fuerza Aérea Canadiense

 Estados Unidos
- Sperry Corporation

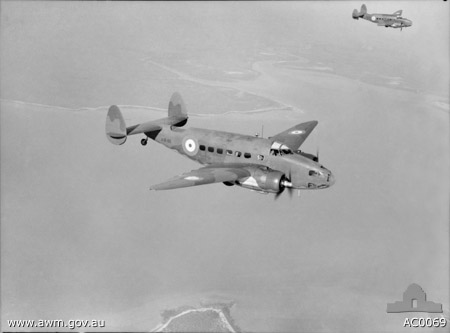
Dos Lockheed Hudson australianos en 1940.

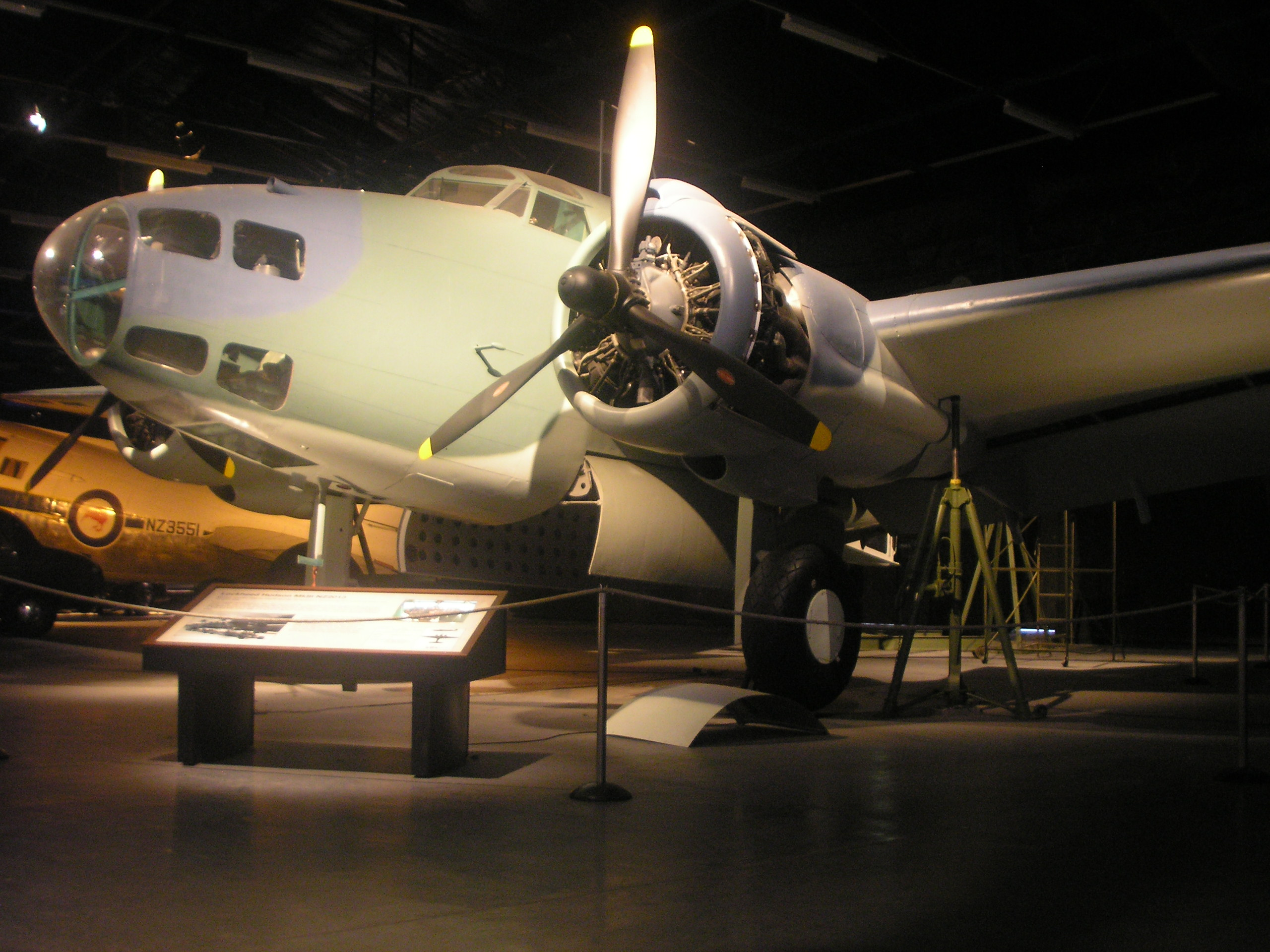
Hudson en el RNZAF Museum.

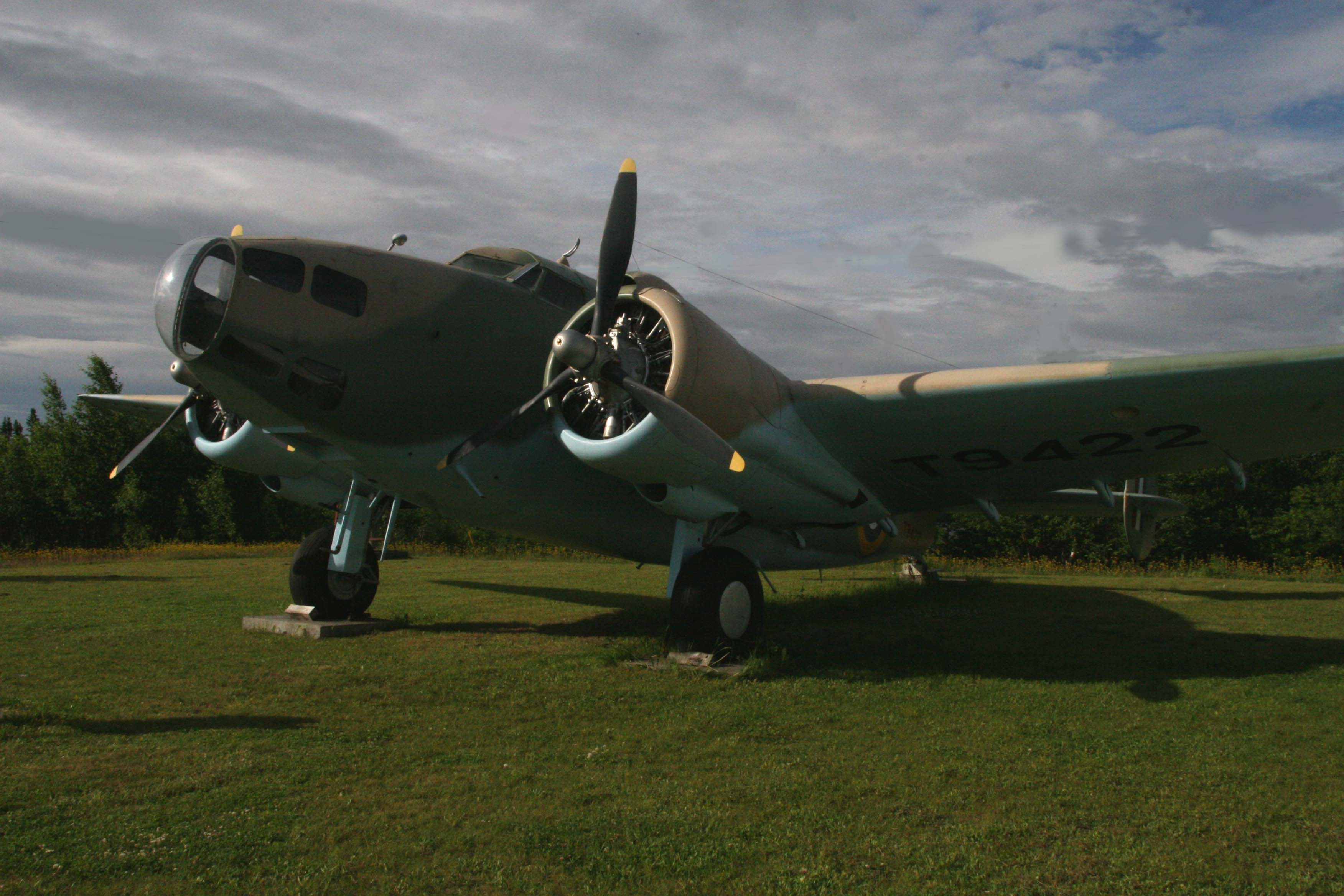
El Lockheed Hudson Mk IIIA (T9422) del North Atlantic Aviation Museum, Gander, Isla de Terranova.

- Fuerzas Aéreas del Ejército de los Estados Unidos
- Armada de los Estados Unidos

 Irlanda
- Cuerpo Aéreo Irlandés

 Israel
- Fuerza Aérea Israelí

 Nueva Zelanda
- Real Fuerza Aérea de Nueva Zelanda

 Países Bajos
- Real Fuerza Aérea de los Países Bajos

 Portugal
- Fuerza Aérea Portuguesa

 Reino Unido
- Real Fuerza Aérea Británica
- Fleet Air Arm de la Marina Real británica

 República de China
- Fuerza Aérea China Nacionalista

 Sudáfrica
- Fuerza Aérea Sudafricana

### Civiles
Australia
- East-West Airlines (Australia)
- Adastra Air Surveys[20]

 Portugal
- TAP Air Portugal

 Reino Unido
- British Overseas Airways Corporation (BOAC)

 Trinidad y Tobago
- BWIA West Indies Airways

## Supervivientes
Australia

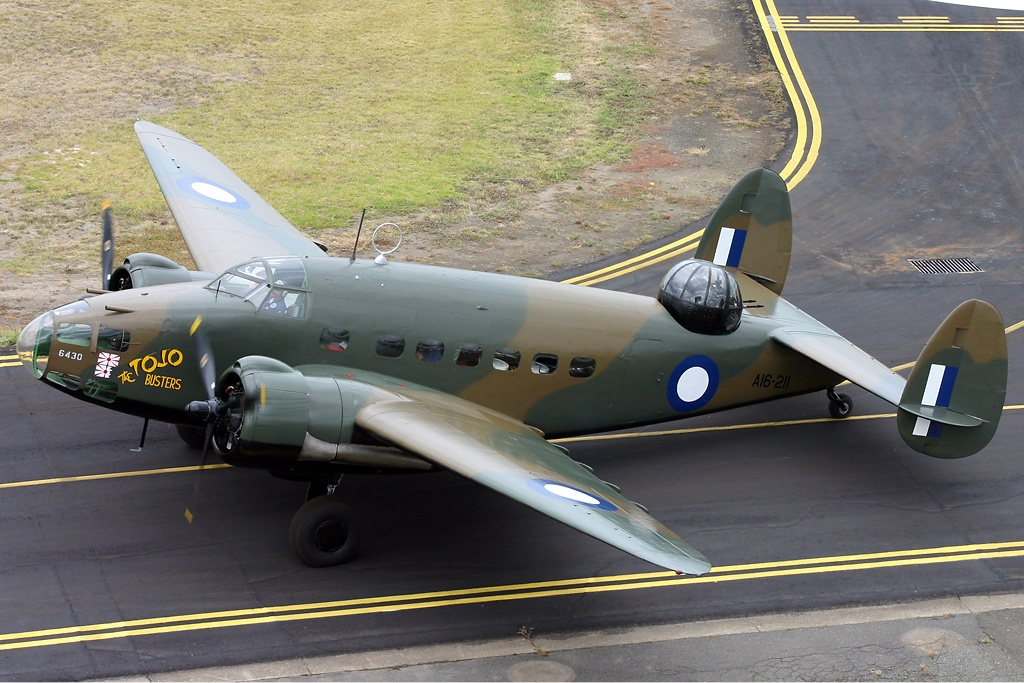
Hudson Mk III en Point Cook (2008).

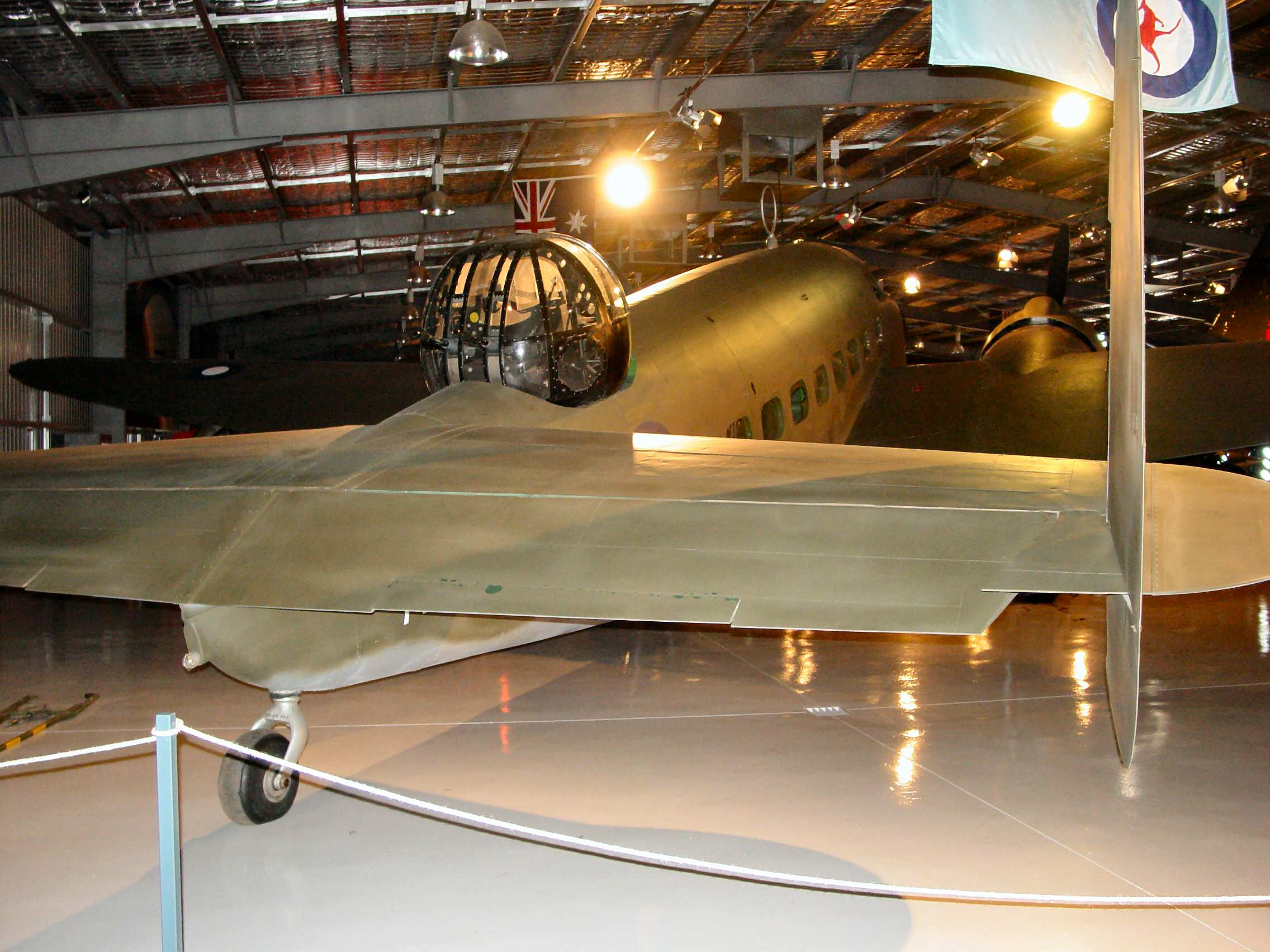
Un bombardero Hudson convertido a uso de pasajeros tras la Segunda Guerra Mundial y volado por East-West Airlines; se restauró como un Hudson Mk.III y actualmente se encuentra en el Temora Aviation Museum.

- A16-105: Hudson IV en exhibición estática en el Aeropuerto Internacional de Canberra en Pialligo, Australian Capital Territory.[21] Pertenece al Memorial de Guerra Australiano y fue restaurado en el Treloar Technology Centre del museo.[22][23][24][25]
- A16-112: Hudson IV en condiciones de vuelo en el Temora Aviation Museum en Temora (Nueva Gales del Sur). Está pintado como un Hudson III, con número de matrícula A16-211 y el arte de morro The Tojo Busters.[26][27][28][29]
- A16-122: Hudson IVA almacenado en el RAAF Museum en Point Cook (Victoria).[30][31]

Canadá
- BW769: Hudson IIIA en exhibición estática en el North Atlantic Aviation Museum en Gander (Terranova y Labrador). Estuvo montado previalmente en un pedestal cerca del Aeropuerto Internacional de Gander durante muchos años. Está pintado como el T9422.[32]

Nueva Zelanda
- NZ2013: Hudson III en exhibición estática en el Air Force Museum of New Zealand en Wigram, Canterbury.[33]
- NZ2031: Hudson III en exhibición estática en el Museum of Transport and Technology en Western Springs, Auckland.[34][35]
- NZ2035: Hudson III en restauración en la Ferrymead Aeronautical Society en Ferrymead Heritage Park en Christchurch.[36][37]
- NZ2049: Hudson IIIA con Bill Reid en Wakefield, Nueva Zelanda.[38][39]
- NZ2084: Hudson IIIA con Nigel Wilcox en Christchurch, Canterbury.[38][39]
- Desconocido: Fuselaje desconocido en restauración para exhibición estática en colección privada, cerca del Ardmore Aerodrome cerca de Manurewa.

Reino Unido
- A16-199: Hudson IIIA en exhibición estática en el Museo de la Real Fuerza Aérea Británica de Londres en Londres. Está pintado con los colores del 13 Squadron de la Real Fuerza Aérea Australiana.[40][41][42]

## Apariciones notables en los medios
- En la película Un americano en la R.A.F. (A Yank in the RAF) de 1941, con Tyrone Power y Betty Grable, los Hudson son los bombarderos volados por Power y su escuadrón.
- Un Hudson aparece en la película Back-Room Boy de 1942.
- El Lockheed Hudson aparece prominentemente en Capitanes de las nubes (Captains of the Clouds) (1942). La película está protagonizada por James Cagney y Dennis Morgan como pilotos rurales canadienses que toman parte en la Segunda Guerra Mundial como pilotos de transporte, llevando los Hudson a Gran Bretaña. La película acaba con la descripción de un vuelo de transporte de un Hudson que mezcla auténtica acción en vivo con metraje de estudio. El Hudson aparece en varias producciones de la Warner Brothers de principios de la década de 1940, ya que la fábrica de Lockheed en Burbank estaba a solo 8 km de los estudios de la Warner Bros, y los aviones podían ser rápidamente tomados "en préstamo". El avión aparece en películas como Fugitivos del infierno (Desperate Journey) (1942, con Errol Flynn y Ronald Reagan), El misterio de las nieves (Northern Pursuit) (1943, también con Flynn), y This is the Army (1943, también con Reagan). Wings for the Eagle (1942, Dennis Morgan y Ann Sheridan) trata sobre los trabajadores aeronáuticos de la fábrica de la Lockheed. Aparecen varios Hudson en distintas etapas de producción, y George Tobias hace de empleado de Lockheed que comienza un proyecto pagado por los trabajadores para donar un Hudson al Gobierno británico como regalo de Navidad.
- Varios Hudson hacen una aparición en la película Aerial Gunner de 1943. Una historia de dos hombres en la Escuela de Artillería Aérea de Harlingen, Texas.
- Above and beyond (2006) es una miniserie de 4 horas de la Canadian Broadcasting Corporation que estaba inspirada en una historia real de la Organización de Transporte del Atlántico, narrando el atrevido plan para entregar aviones a través del Atlántico Norte a la asediada Real Fuerza Aérea. El Lockheed Hudson es el principal avión presentado en la miniserie en los formatos de un ejemplar real desde el North Atlantic Aviation Museum en Gander, complementado con numerosos Hudson virtuales.
- Un Hudson desmilitarizado es volado por el personaje de Humphrey Bogart en Una hora de vida (Tokyo Joe) (1949). Bogart interpreta a un expiloto de la Segunda Guerra Mundial intentando operar una aerolínea de carga en el Japón ocupado. El Hudson es identificable por la plataforma de la torreta que está en la parte trasera del fuselaje, y por las numerosas ventanas en el área de la cabina.
- El Hudson fue presentado en la película El gran rescate (The Great Raid, 2005) como una distracción de los soldados japoneses, aunque en el suceso real se utilizó un Northrop P-61 Black Widow. El Hudson fue usado en su lugar, debido a que no había un P-61 en condiciones de vuelo en el momento de la realización de la película.

## Especificaciones (Hudson Mk.I)

### Características generales
- Tripulación: Seis
- Longitud: 13,5 m (44,3 ft)
- Envergadura: 20 m (65,5 ft)
- Altura: 3,6 m (11,9 ft)
- Superficie alar: 51,2 m² (551,1 ft²)
- Peso vacío: 5400 kg (11 901,6 lb)
- Peso cargado: 7930 kg (17 477,7 lb)
- Peso máximo al despegue: 8390 kg (18 491,6 lb)
- Planta motriz: 2× radial de 9 cilindros en una fila refrigerado por aire Wright R-1820 Cyclone.
  - Potencia: 820 kW (1131 HP; 1115 CV) cada uno.

### Rendimiento
- Velocidad máxima operativa (Vno): 397 km/h (247 MPH; 214 kt)
- Alcance: 3150 km (1701 nmi; 1957 mi)
- Techo de vuelo: 7470 m (24 508 ft)
- Régimen de ascenso: 6,2 m/s (1220 ft/min)

### Armamento
- Ametralladoras: 

  - 2 x Browning Mk II de 7,70 mm en la torreta dorsal
  - 2 de 7,70 mm en el morro
- Bombas: 

  - 640 kg de bombas o de cargas de profundidad

## Aeronaves relacionadas

### Desarrollos relacionados
- Lockheed Model 14 Super Electra
- Lockheed Ventura

### Aeronaves similares
- Dornier Do 17
- Martin Maryland
- PZL.37 Łoś
- Avro Anson
- Bristol Blenheim
- Tupolev SB
- Kawasaki Ki-56

### Secuencias de designación
- Secuencia A-_ (Aviones de Ataque del USAAS/USAAC/USAAF, 1924-1948): ← A-25 - A-26 - A-27 - A-28 - A-29 - A-30 - A-31 - A-32 →
- Secuencia AT-_ (Entrenador Avanzado del USAAS/USAAC/USAAF, 1925-1948): ← AT-15 - AT-16 - AT-17 - AT-18 - AT-19 - AT-20 - AT-21 →
- Secuencia C-_ (Aviones de Carga del USAAC/USAAF/USAF, 1924-1962): ← C-60 - C-61 - C-62 - C-63 - C-64 - C-65 - C-66 →
- Secuencia PB_O (Bombarderos de Patrulla de la Armada estadounidense, 1935-1962 (Lockheed, 1931-1942)): PBO